# Horisme teresa
Horisme teresa är en fjärilsart som beskrevs av Robinson 1975. Horisme teresa ingår i släktet Horisme och familjen mätare. Inga underarter finns listade i Catalogue of Life.